# Ludmiła Stehnova
Ludmiła Stehnova (ur. w 23 grudnia 1924 w Vavřińcu, zm. 28 września 1991 w Warszawie) – artystka tworząca rzeźbę i rysunek.

## Wykształcenie
W 1953 roku ukończyła studia na Wydziale Rzeźby w Wyższej Szkole Przemysłu Artystycznego w Pradze pod kierunkiem Josefa Wágnera.

## Działalność artystyczna

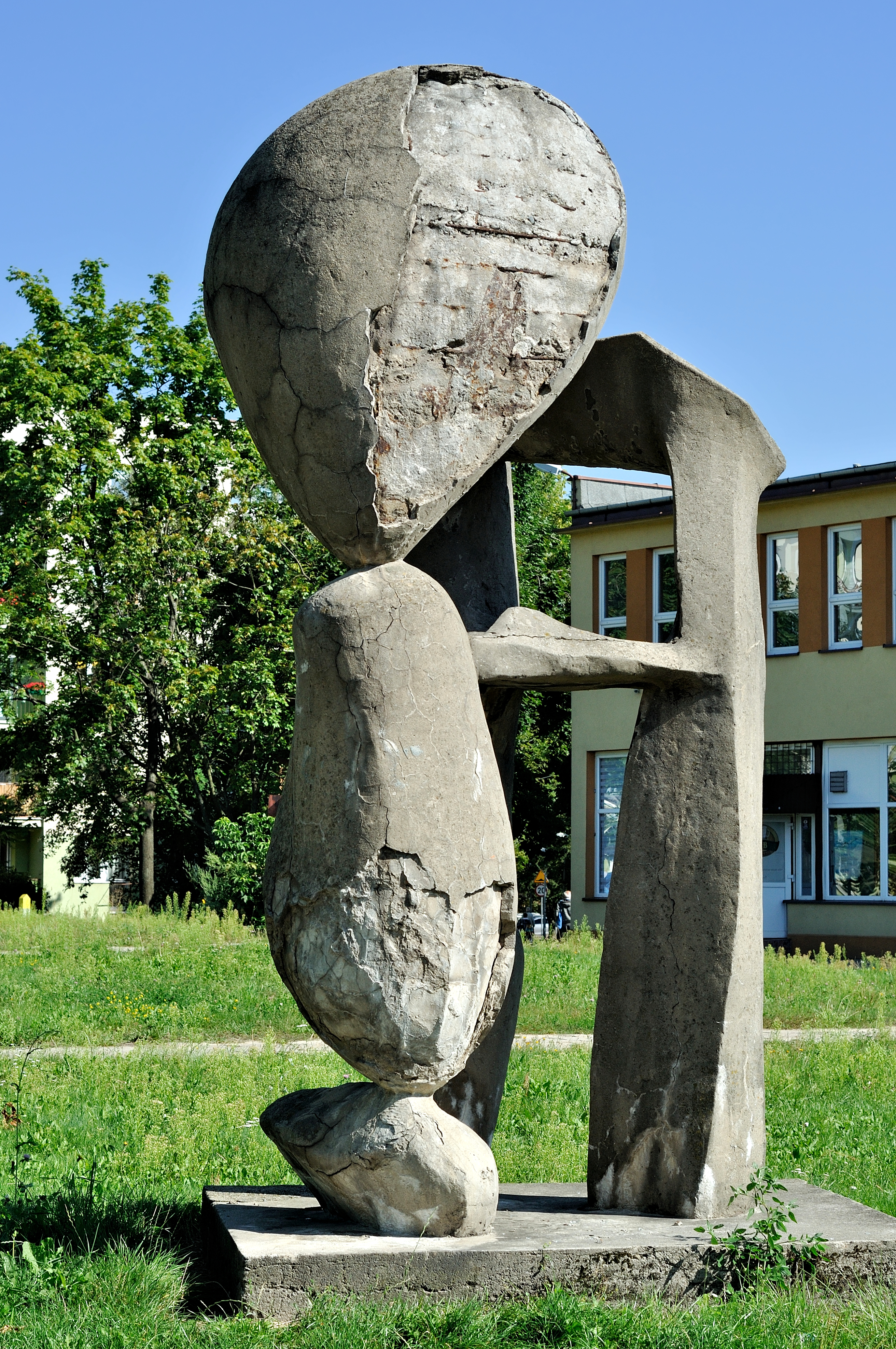
Ludmiła Stehnova, Brzemię

Od roku 1954 tworzyła w Warszawie.

### Wystawy
wystawy indywidualne:
- 1965 : Galeria TPSP, Warszawa
- 1971 : BWA, Piastów
- 1975 : Klub Pax'u, Warszawa
- 1980 : Galeria Wystawy na Pięknej, Warszawa
- 1992 : Zachęta Narodowa Galeria Sztuki, Warszawa

wystawy zbiorowe:
- wystawy w Polsce:
  - 1954 : "III Ogólnopolska Wystawa Rzeźby", Warszawa
  - 1966 - 1981 : "I-VIII Festiwale Sztuk Pięknych", Warszawa
  - 1971 : "Rzeźba Plenerowa i Monumentalna w PRL", Wrocław
  - 1984 : "Rzeźba polska 1944-1984", Poznań
- wystawy zagraniczne:
  - 1983 : "II Triennale Małej Form", Fellbach